# Stazione di Bondy
La stazione di Bondy (in francese Gare de Bondy) è una stazione ferroviaria situata nel comune di Bondy, nel dipartimento della Senna-Saint-Denis.

## Storia
La stazione fu messa in servizio il 5 luglio 1849 dalla Compagnie du chemin de fer de Paris à Strasbourg con l'attivazione del segmento della Parigi-Strasburgo compreso tra Parigi e Meaux.
L'attuale fabbricato viaggiatori è stato inaugurato il 24 maggio 1992.

## Movimenti
La stazione è servita dai treni della Linea RER E e da quelli del Transilien.